# Balistoides viridescens
Balistoides viridescens är en fiskart som först beskrevs av Bloch och Schneider 1801.  Balistoides viridescens ingår i släktet Balistoides och familjen tryckarfiskar. Inga underarter finns listade.

## Bildgalleri

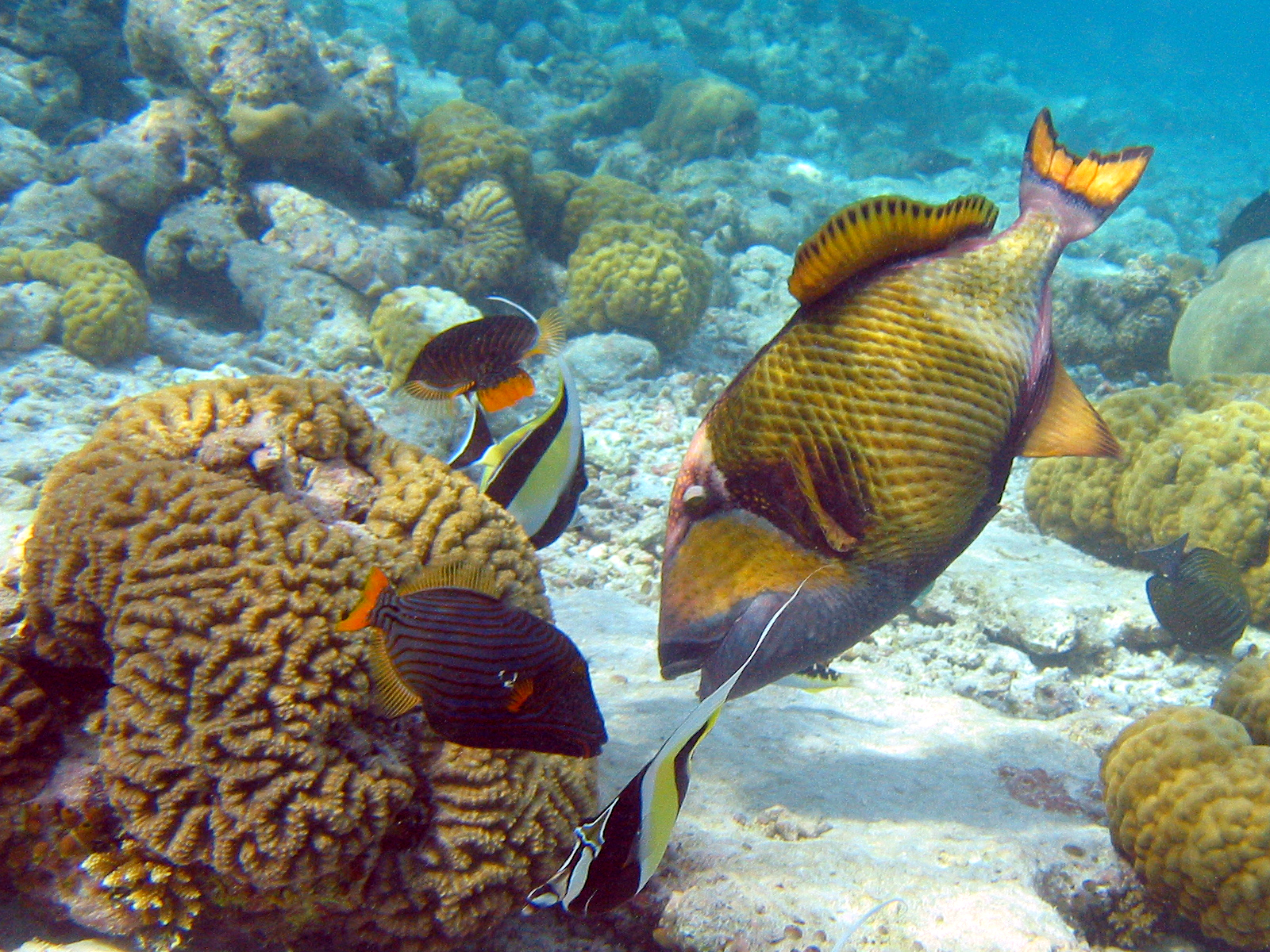
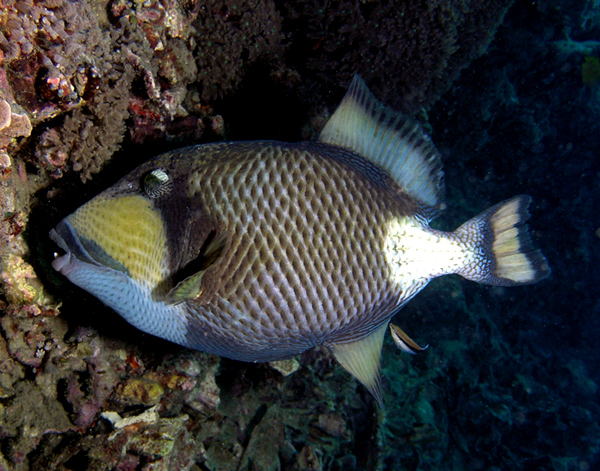
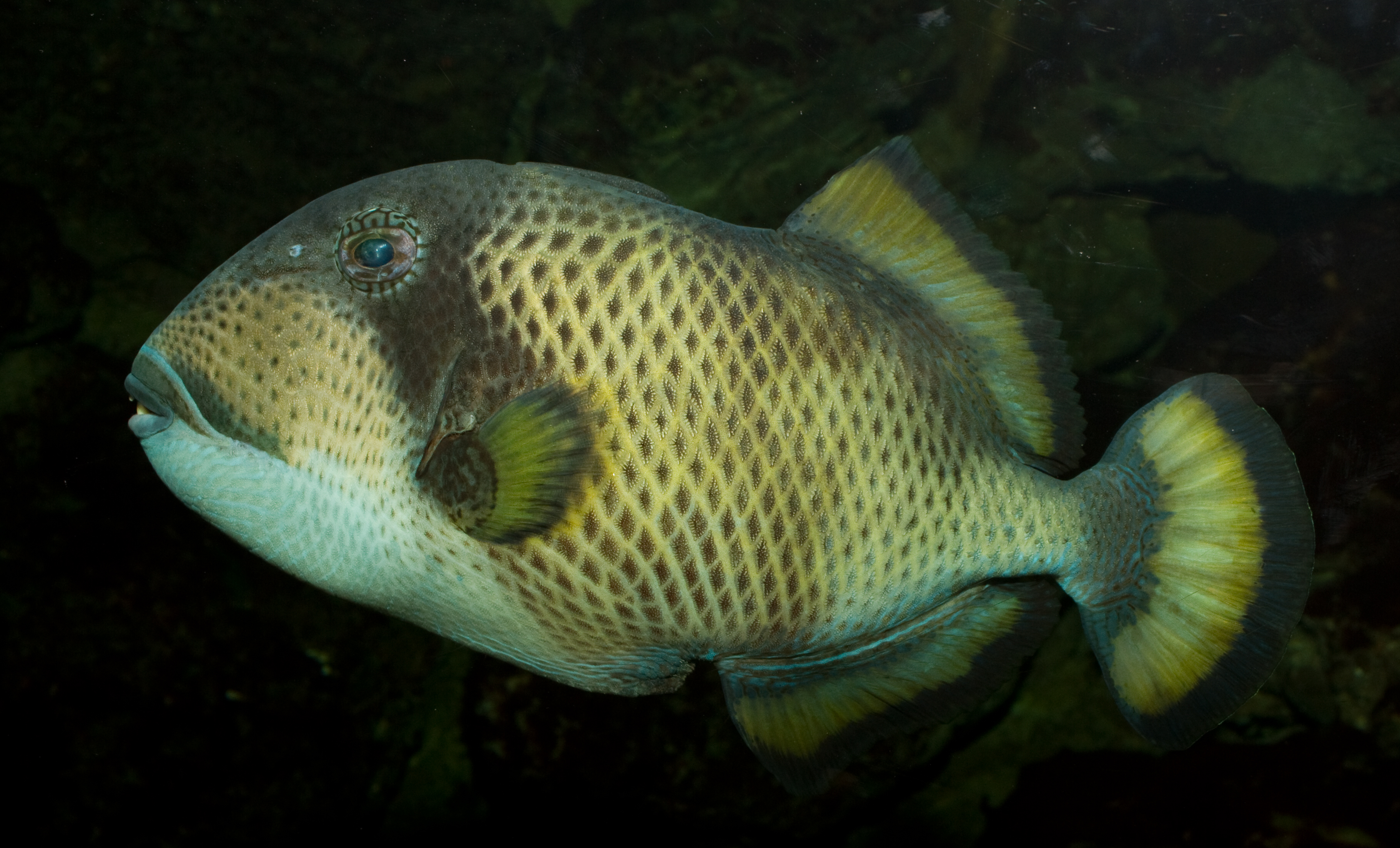
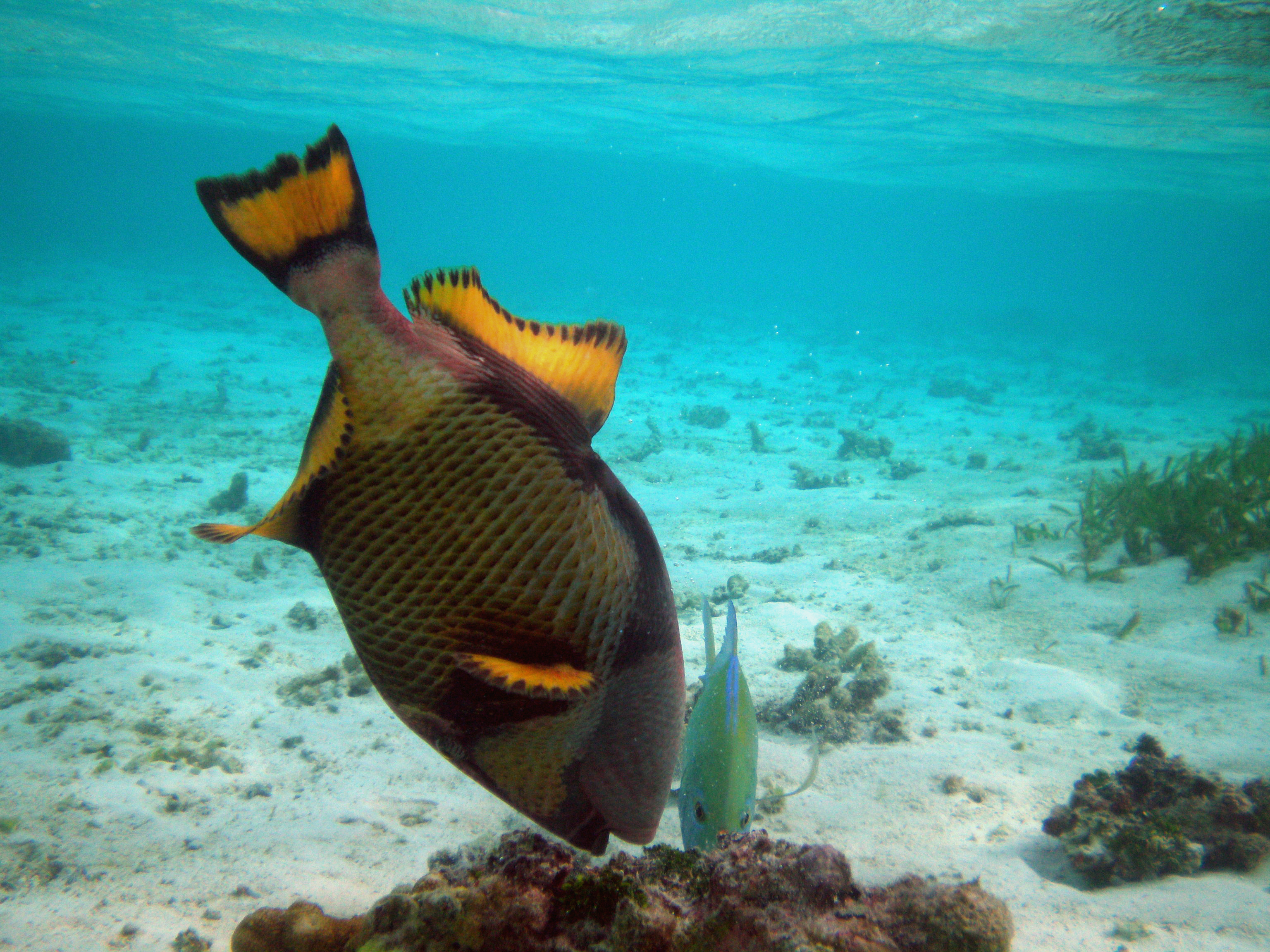